# Cologania pallida
Cologania pallida är en ärtväxtart som beskrevs av Joseph Nelson Rose. Cologania pallida ingår i släktet Cologania, och familjen ärtväxter. Inga underarter finns listade i Catalogue of Life.